# Криворізький ліцей-інтернат з посиленою військово-фізичною підготовкою
Криворізький ліцей з посиленою військово-фізичною підготовкою — середній навчальний заклад, ліцей з посиленою військово-фізичною підготовкою у Кривому Розі.

## Історія ліцею
- 1986 рік — спільним наказом Міністерства Народної Освіти СРСР та Міністерства Оборони СРСР № 155/3с з 01.09.1987 року була створена  Криворізька спеціалізована школа-інтернат з поглибленим вивченням російської мови та літератури і посиленою військово-фізкультурною підготовкою.
- 1993 рік — Постановою Кабінету Міністрів України № 75 від 2 лютого «Про створення Криворізького ліцею з посиленою військово-фізичною підготовкою»[1] Криворізька спеціалізована школа-інтернат з поглибленим вивченням російської мови та літератури і посиленою військово-фізичною підготовкою була реорганізована  в Криворізький  ліцей з посиленою військово-фізичною підготовкою, з метою  «якісної  підготовки   кандидатів   для   вступу   до військових  навчальних  закладів, подання  державної  допомоги  у вихованні  дітей-сиріт, дітей  з  багатодітних  сімей, а   також учасників   бойових   дій   та   учасників   ліквідації  наслідків Чорнобильської катастрофи»
- 1996 рік — Постановою Кабінету Міністрів  України від 13 червня 1996 року № 643 «Про військові ліцеї з посиленою військово-фізичною підготовкою»[2] підтримана пропозиція Міністерства Оборони та  Дніпропетровської обласної державної адміністрації про передачу загальнодержавного майна у власність Дніпропетровської області — Криворізького ліцею з посиленою військово-фізичною підготовкою. І  Розпорядженням Голови обласної державної адміністрації № 304-р від 18 липня 1996 року було здійснено передачу майна  ліцею до обласної комунальної власності.
- 1997 рік — вийшло Розпорядження Голови обласної державної адміністрації № 16/1-р від 23 січня 1997 року «Про передачу Криворізького ліцею з посиленою військово-фізичною підготовкою із обласної комунальної власності до Криворізької міської комунальної власності», і рішенням виконавчого комітету Криворізької міської ради народних депутатів № 338 від 16.07.1997 року майно  ліцею було прийнято у комунальну власність міста.
- 2004 рік — рішенням сесії Дніпропетровської обласної ради № 311-13/XXIV Криворізький міський ліцей з посиленою військово-фізичною підготовкою передано до обласної комунальної власності.
- 2005 рік — рішенням сесії Дніпропетровської обласної ради № 602-27/IV від 21 квітня Криворізький міський ліцей з посиленою військово-фізичною підготовкою реорганізовано в комунальний заклад освіти «Криворізький ліцей з посиленою військово — фізичною підготовкою»

## Керівництво ліцею
- Начальник ліцею — Юрченко Віталій Валентинович
- з навчальної роботи — Грані Аліна Едуардівна
- з методичної роботи — Денисик Тетяна Миколаївна
- з виховної роботи — Супрун Олександр Валерійович
- з господарчих справ — Ширяєв Валерій Михайлович